# Мирное (Розовский район)
Мирное (укр. Мирне) — посёлок,
Азовский сельский совет,
Розовский район,
Запорожская область,
Украина.
Код КОАТУУ — 2324980205. Население по переписи 2001 года составляло 20 человек.

## Географическое положение
Посёлок Мирное находится в 2-х км от посёлка Азов.
Через посёлок проходит железная дорога, станция Платформа 375 км.